# Dalboșeț
Dalboșeț é uma comuna romena localizada no distrito de Caraș-Severin, na região de Banato. A comuna possui uma área de 77.04 km² e sua população era de 1772 habitantes segundo o censo de 2007.